# Utenriksdepartementet
Det kongelige utenriksdepartement (Det kgl. UD; ofte kaldet UD) eller er Norges udenrigsministerium. Det behandler alle sager vedrørende norsk udenrigspolitik, forhold til fremmed magter og internationale interesser. Ministeriet blev grundlagt i 1905 efter unionsopløsningen fra Sverige.
Ministeriet har ansvaret for 109 udenlandssationeringer (ambassader, delegationer, samt generalkonsulater). Ministeriet beskæftiger ca. 2.050 personer; ca. 900 i Norge og 650 i udlandet, yderligere er 1.000 ansat ude i verden lokalt.